# Celjska kotlina
Celjska kotlina, kotlina v porečju spodnjega toka reke Savinje.
Celjska kotlina je največja kotlina osrednje vzhodne Slovenije. Na jugu meji na Posavsko hribovje, na zahodu na kraški planoti Menino in Dobrovlje, na severu na Vitanjsko - Konjiške Karavanke (Bočko-Konjiško pogorje), na severovzhodu na Pohorje, na vzhodu pa na črti Grobelno - Ponikva v  Voglanjsko gričevje. Dolina je dolga okoli 35 km, ter široka od 6 do 12 km. Na jugu je ravninska, na severu in vzhodu pa gričevnata. Nadmorska višina doline se giblje od 240 - 320 m. Tla so pretežno prodnata le na obrobju so ilovnati nanosi. Celjska kotlina v celoti obsega Spodnjo Savinjsko dolino. V jugovzhodnem delu, na območju Celja je velika sovodenj. Potoki iz njenega zaledja odmakajo 1750 km². Tu se izlivajo v Savinjo Voglajna s Hudinjo in Ložnica s Perišico, Sušico in Koprivnico. Tik pod Celjem Savinja v ostrem kolenu zavije proti jugu v dolino skozi Posavsko hribovje proti Savi.
V Celjski kotlini s povprečno letno temperaturo 9,1 °C se prepletata alpsko podnebje s celinskim. Zime so hladne (januarja -2 °C) s toplotnim obratom, poletja pa topla (julij 19,3 °C).Letna količina padavin, katerih višek je poletnih mesecih je od 1150 – 1360 mm in narašča od vzhoda proti zahodu.
Večja naselja v Celjski kotlini so Celje (središče pokrajine), Žalec, Štore, Šentjur, Prebold, Polzela, Vransko, Šempeter, Arja vas.
Celjska kotlina je križišče pomembnih poti. Po dolgem jo prečka prastara obalpska pot, nanjo so navezane novejše prometnice, ki po dolinah pritokov Savinje peljejo v sosednje pokrajine. Vzporedno s staro prometnico sedaj poteka tudi avtocesta.  Vzhodni del kotline je dobil 1846 železniško progo (Maribor - Ljubljana), 1891 odcep Celje - Velenje in 1905 še odcep Grobelno - Rogatec.